# شگنان
شگنان در شاهنامه فردوسی نام یکی از بزرگان دوره یزدگرد بزه‌گر است که پس از کشته شدن یزدگرد بزه‌گر در چشمه سو خواستار تاج و تخت ایران بود. فردوسی در ابیات زیر، از برخی مدعیان سلطنت ایران پس از یزدگرد بزه‌گر، و از جمله از شگنان چنین یاد کرده‌است:
| الان شاه و چون پارس پهلو سپاه |  | چو بیورد و شگنان زرّین کلاه  |
| همی هر یکی گفت شاهی مراست     |  | هم از خاک تا برج ماهی مراست |